# Pierre Ménard (écrivain, 1969)
Pour les articles homonymes, voir Pierre Ménard, Ménard, Philippe Díaz et Díaz.
Pierre Ménard, né Philippe Diaz à Ris-Orangis en 1969, est un écrivain français. Bibliothécaire, il vit et travaille à Paris.

## Biographie
Né en 1969 à Ris-Orangis, Philippe Diaz, dit Pierre Ménard, vit à Paris. Bibliothécaire à la médiathèque de L'Astrolabe à Melun de 1994 à 2016, il travaille ensuite dans les Bibliothèques municipales de la ville de Paris. Il est chargé d’enseignement à SciencesPo. Il mène des ateliers d’écriture et de création numérique.
Il a animé de 2008 à 2015 la revue de création d’ici là, éditée par Publie.net, dont il fait partie du comité éditorial.
Actif sur le web depuis 2005 avec Marelle (revue littéraire) et les podcasts Page 48 (Lectures versatiles), Radio Marelle (La poésie sur écoute), en lisant en écrivant et L'espace d'un instant, il crée le site Liminaire en 2009, qui devient son principal lieu de création. Il est un auteur prolifique de littérature numérique et d'expérimentations transmédiales.

## Ateliers d'écriture
Parallèlement à son travail d'écriture, il s'est spécialisé dans les ateliers d'écriture auprès de scolaires, mais aussi d'étudiants (École d’ingénieurs ESIEA, École supérieure d'art et de design de Valence, École spéciale d'architecture, Université de Poitiers) et d'enseignants (Comment écrire au quotidien, Publie.net, 2010).
De 2012 à 2018, il intervient en atelier d'écriture à SciencesPo Paris, dans le cadre des ateliers artistiques du premier cycle.

## Réception critique
Marcello Vitali-Rosati évoque le lien de l'auteur avec la ville et ses parcours : « En général, la littérature a toujours eu ce rôle de réappropriation du temps et de mise en question des rythmes et du plein imposés par les normes sociales. La littérature sur le web le fait de façon assez évidente. En particulier, une série d’expériences littéraires en ligne s’approprient la métaphore du parcours-navigation et la réinterprètent. Des topoï comme celui de la flânerie, de la déambulation et – on remonte sur le bateau – de la dérive réapparaissent et s’imposent. »
À propos de Laisse venir, Gilles Bonnet écrit : « Texte et image s'élancent dans une rivalité qui transforme leur alliance autant en une fuite en avant (l'écrit courant désespérément après l'instantané photographique) qu'en une arrivée à bon port. » 

## Récompenses et bourses
- Bourse d'auteur délivrée par la Région Île-de-France[8], résidence d'écrivain dans la librairie Litote en tête, à Paris 10e, 2010
- Bourse d'auteur délivrée par la médiathèque départementale du Haut-Rhin, une résidence d'écrivain à la médiathèque de Guebwiller, en Alsace, 2012
- Dispositif pour la création artistique multimédia (DICRéAM), 2015
- Résidence territoriale artistique et culturelle en milieu scolaire à Argenteuil, 2016/2017 [9]

## Publications

### Livres
- Le spectre des armatures, Le Quartanier, Montréal, 2007[10]
- En avant marge, publie.net, 2008
- En un jour (avec Esther Salmona), publie.net, 2008
- Quand tu t'endors (album illustré par Mini labo), Actes Sud Junior (ouvrage traduit en italien), 2008
- Deux temps trois mouvements, publie.net, 2010
- Comment écrire au quotidien : 365 ateliers d'écriture, publie.net, 2010 et 2018
- Laisse venir (avec Anne Savelli), La Marelle, 2014 et 2015[11],[12]
- Les accolades, Contre-mur, Marseille, 2014[13]
- Mémoire vive, Abrüpt, Zürich, 2019[14]
- L'esprit d'escalier, La Marelle, 2020

### Revues
- Boxon, Doc(k)s (revue papier + CD + DVD), Urbaine, Le Quartanier, d'ici là, Le Cahier du Refuge, L’étrangère, Libr_critique, Remue.net, Marelle (revue littéraire), Sitaudis, Fusées, La Piscine.

### Anthologies
- Il me sera difficile de venir te voir : Correspondances littéraires sur les conséquences de la politique de l’immigration en France, éditions Vents d’ailleurs, 2008[15]
- Écrivains en série : un guide des séries (1948-2008), Léo Scheer, collection Laureli, 2009
- Développer la médiation documentaire numérique, collection la Boîte à outils no 25, sous la direction de Xavier Galaup, enssib, 2012
- Lendemains de fête : projet collectif texte/image autour de la nouvelle Qu'est-ce que tu vas faire de 390 photos d'arbres de Noël ? de Richard Brautigan, (François Bon, Mathieu Brosseau, Mitch Cullin, Jean-Marc Flahaut, Gaétane Laurent-Darbon, Arnaud Maïsetti, Éric Pessan, Thomas B. Reverdy, Joachim Séné, Pascal Simon, Lucien Suel, et Thomas Vinau), Publie.net, 2015
- Pour Cortázar, meet/La Marelle, 2016
- Connaître et valoriser la création littéraire numérique en bibliothèque, collection la Boîte à outils no 47, sous la direction de Franck Queyraud, enssib, 2019

### Traductions
- Tuo per sempre, illustration : Mini labo, MOTTA junior, 2008. Traduction par Stefania Baldoni de Quand tu t’endors, Actes Sud Junior, 2008.

### Liens critiques
- Entretien avec Pierre Ménard, par Laurent Margantin, sur le site Actualité
- Entretien vidéo avec Pierre Ménard pour l’émission Un livre un jour sur France 3
- Entretien vidéo réalisé par la Librairie Dialogue de Brest
- Entretien avec Anne Savelli, par Pascal Jourdana sur Radio Grenouille (Marseille)
- Portrait de Pierre Ménard sur le site « Entre la page et l’écran »
- La revue de création d’ici là sur publie.net